# ایست ساید (شیکاگو)
ایست ساید (به انگلیسی: East Side) یک منطقهٔ مسکونی در ایالات متحده آمریکا است که در شهرستان کوک (ایلینوی) واقع شده‌است. ایست ساید ۷٫۲۵ کیلومتر مربع مساحت و ۲۳٬۷۸۴ نفر جمعیت دارد.